# Bezirk Mogiła
Bezirk Mogiła – dawny powiat (Bezirk) kraju koronnego Królestwo Galicji i Lodomerii, funkcjonujący w latach 1854–1867. Siedzibą starostwa była wieś Mogiła.

## Historia
Bezirk Mogiła utworzono w ramach reformy uwłaszczeniowej z okresu Wiosny Ludów (1848–1849), która likwidowała jurysdykcję właściciela ziemskiego nad poddanymi. W Galicji, dominium – jako podstawowa jednostka administracyjna i filar systemu feudalnego straciło rację bytu. Konieczne stało się zatem wprowadzenie nowego systemu administracyjnego, którego zręby powstały w latach 1851–1855. Nowy trójstopniowy podział administracyjny objął 21 cyrkułów (niem. Kreise), 179 małych powiatów (niem. Bezirke) i ponad 6000 gmin (niem. Gemeinde). 
Bezirk Mogiła objął obszar o wielkości 3,5 mil², zamieszkany przez 16.712 ludzi i podzielony na 48 gmin katastralnych. Wszedł w skład cyrkułu krakowskiego, jako jeden z jego pięciu powiatów ziemskich. Na północy powiat graniczył z Imperium Rosyjskim.
Po nadaniu Galicji autonomii oraz powołaniu samorządu gminnego i powiatowego w 1865 zlikwidowano cyrkuły (Kreise). Dotychczasowe małe powiaty (Bezirke) w liczbie 179, utrzymały się do 1867 roku, kiedy to w następstwie kolejnej reformy administracyjnej (23 stycznia 1867) zostały zastąpione przez 74 większych powiatów. Jednym z tych nowych powiatów był powiat krakowski, w skład którego wszedł m.in. w całości zniesiony Bezirk Mogiła.

## Podział administracyjny (1854)
| Lp. | Gmina jednostkowa  | Powierzchnia | Ludność | Powiat w 1867 po zniesieniu |
| --- | ------------------ | ------------ | ------- | --------------------------- |
| 1   | Mogiła             | 1833         | 1063    | krakowski                   |
| 2   | Batowice           | 536          | 196     | krakowski                   |
| 3   | Bibice             | 1303         | 423     | krakowski                   |
| 4   | Bieńczyce          | 1085         | 480     | krakowski                   |
| 5   | Boleń              | 191          | 114     | krakowski                   |
| 6   | Bosutów            | 393          | 122     | krakowski                   |
| 7   | Branice            | 1852         | 873     | krakowski                   |
| 8   | Czulice            | 729          | 272     | krakowski                   |
| 9   | Czyżyny            | 1694         | 800     | krakowski                   |
| 10  | Dojazdów           | 428          | 172     | krakowski                   |
| 11  | Dziekanowice       | 466          | 154     | krakowski                   |
| 12  | Garlica Murowana   | 336          | 94      | krakowski                   |
| 13  | Giebułtów          | 779          | 370     | krakowski                   |
| 14  | Górka Narodowa     | 259          | 136     | krakowski                   |
| 15  | Grębałów           | 343          | 190     | krakowski                   |
| 16  | Kantorowice        | 361          | 129     | krakowski                   |
| 17  | Karniów            | 1242         | 368     | krakowski                   |
| 18  | Kościelniki        | 1621         | 826     | krakowski                   |
| 19  | Kocmyrzów          | 651          | 246     | krakowski                   |
| 20  | Krowodrza          | 733          | 952     | krakowski                   |
| 21  | Krzesławice        | 858          | 380     | krakowski                   |
| 22  | Krzysztoforzyce    | 592          | 273     | krakowski                   |
| 23  | Lubocza            | 1226         | 415     | krakowski                   |
| 24  | Łuczanowice        | 491          | 223     | krakowski                   |
| 25  | Mistrzejowice      | 388          | 103     | krakowski                   |
| 26  | Olsza              | 177          | 99      | krakowski                   |
| 27  | Pękowice           | 247          | 122     | krakowski                   |
| 28  | Pleszów            | 1897         | 837     | krakowski                   |
| 29  | Prądnik Biały      | 500          | 425     | krakowski                   |
| 30  | Prądnik Czerwony   | 1246         | 628     | krakowski                   |
| 31  | Prusy              | 498          | 178     | krakowski                   |
| 32  | Przylasek Rusiecki | 370          | 266     | krakowski                   |
| 33  | Raciborowice       | 595          | 300     | krakowski                   |
| 34  | Rakowice           | 472          | 287     | krakowski                   |
| 35  | Ruszcza            | 525          | 336     | krakowski                   |
| 36  | Sulechów           | 255          | 125     | krakowski                   |
| 37  | Tonie              | 951          | 442     | krakowski                   |
| 38  | Trojanowice        | 366          | 202     | krakowski                   |
| 39  | Wadów              | 510          | 208     | krakowski                   |
| 40  | Węgrzce            | 803          | 309     | krakowski                   |
| 41  | Węgrzynowice       | 311          | 92      | krakowski                   |
| 42  | Witkowice          | 527          | 223     | krakowski                   |
| 43  | Wolica             | 657          | 353     | krakowski                   |
| 44  | Wróżenice          | 438          | 237     | krakowski                   |
| 45  | Wyciąże            | 1446         | 614     | krakowski                   |
| 46  | Zastów             | 572          | 233     | krakowski                   |
| 47  | Zesławice          | 367          | 158     | krakowski                   |
| 48  | Zielonki           | 1075         | 664     | krakowski                   |

Objaśnienie:
(M) = miasto; (m) = miasteczko